# Palafox
Palafox är en ort i Mexiko.   Den ligger i kommunen Tetipac och delstaten Guerrero, i den södra delen av landet, 100 km sydväst om huvudstaden Mexico City. Palafox ligger 1 727 meter över havet och antalet invånare är 248.
Terrängen runt Palafox är lite bergig. Runt Palafox är det ganska tätbefolkat, med 75 invånare per kvadratkilometer. Närmaste större samhälle är Ixtapan de la Sal, 15,6 km nordost om Palafox. I omgivningarna runt Palafox växer huvudsakligen savannskog.